# Bratne
Bratne – część wsi Gołotczyzna w Polsce położona w województwie mazowieckim, w powiecie ciechanowskim, w gminie Sońsk.
W latach 1975–1998 miejscowość administracyjnie należała do województwa ciechanowskiego.